# Konoe Fusatsugu
Konoe Fusatsugu (近衛 房嗣, 1402–1488), o primeiro filho de Tadatsugu,  foi um nobre do período Muromachi da história do Japão. Foi kampaku (regente) de 1445 a 1447. Foi pai de Norimoto (1423-1462) e de Masaie (1445 – 1505).

## Biografia
Ele ingressou na corte imperial em 1413, durante o reinado do Imperador Shoko com o posto  de jugoi (funcionário da corte de quinto escalão junior), promovido em 1414 para jushii (quarto escalão júnior) e em 1415 a jusanmi (terceiro escalão júnior) e nomeado vice-governador da província de Iyo. Em 1416, foi promovido a shōsanmi  (terceiro escalão sênior) e nomeado chūnagon; em 1417 ele foi promovido ao posto junii (segundo escalão júnior) e em 1419 ao posto shōnii (segundo escalão sênior) e nomeado dainagon.
Em 1426, ele foi nomeado naidaijin, promovido a udaijin em 1429, e finalmente promovido a sadaijin entre 1438 e 1446. Em 1438, foi promovido ao posto de juichii (primeiro escalão júnior). Em 1445, ele foi nomeado kampaku (regente) do imperador Go-Hanazono até 1447. Mais tarde, ele foi nomeado Daijō Daijin de 1461 a 1463.
Em 1474, abandonou seus cargos na corte e se tornou um monge budista, com o nome de Daitsū (大通). E morreu em 1488.